# Eleuterodactilins
Eleutherodactylinae és una subfamília de granotes de la família Leptodactylidae.

## Gèneres
- Adelophryne
- Atopophrynus
- Barycholos
- Dischidodactylus
- Eleutherodactylus
- Euparkerella
- Geobatrachus
- Holoaden
- Ischnocnema
- Oreobates
- Phrynopus
- Phyllonastes
- Phyzelaphryne